# Percalpe sobria
Percalpe sobria là một loài bướm đêm trong họ Noctuidae.